# Dictyochaeta ramulosetula
Dictyochaeta ramulosetula är en svampart som beskrevs av Kuthub. 1987. Dictyochaeta ramulosetula ingår i släktet Dictyochaeta och familjen Chaetosphaeriaceae.   Inga underarter finns listade i Catalogue of Life.